# شکاپوو
شکاپوو (انگلیسی: Shkapovo) یک شهرک در شهرستان بیژبولیاکسکی باشقیرستان کشور روسیه است.